# Lifou (wyspa)
Lifou (Drehu) – największa i najliczniej zamieszkana wyspa w archipelagu Wysp Lojalności w Nowej Kaledonii na Oceanie Spokojnym. Została odkryta przez francuskiego podróżnika Jules’a Dumonta d’Urville’a. Jest to największy atol wyniesiony na Ziemi.

## Przynależność administracyjna
Według podziału administracyjnego Nowej Kaledonii wyspa należy do gminy Lifou, która jest częścią jednej z trzech nowokaledońskich prowincji – Wysp Lojalności (fr. Province des îles Loyauté). Centrum administracyjnym wyspy jest miasto Wé, które leży nad Zatoką Chateaubriand w centralnej części wschodniego wybrzeża wyspy.

## Geografia
Powierzchnia wyspy wynosi 1207 km². Jej długość – 81 km, natomiast szerokość waha się od 16 do 24 km (dosyć zróżnicowana linia brzegowa). W ukształtowaniu powierzchni dominują formy płaskie – brak wysokich wzniesień (najwyższym jest Cap de Flotte – 106 m n.p.m.) i rzek. Dominują wybrzeża klifowe. Wyspa bogata jest w roślinność i urodzajne gleby.

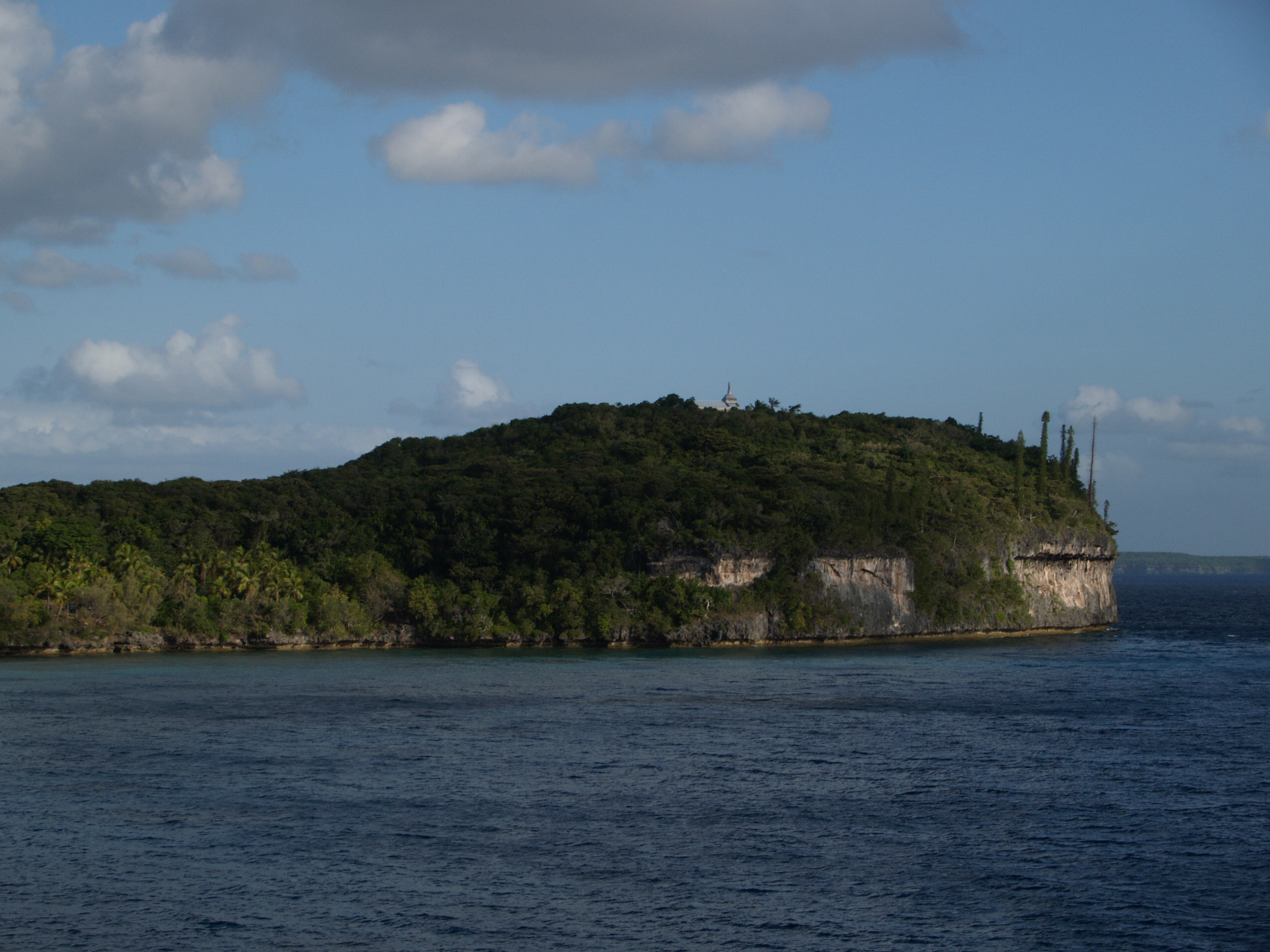
Jeden z klifów na wyspie

Wyspa zbudowana jest ze skał wapiennych pochodzenia koralowego. Tworzy ona wyniesiony atol koralowy, powstały po zatopionym wulkanie. Dzisiejszy kształt i ukształtowanie terenu wyspa osiągnęła prawie dwa miliony lat temu.

## Gospodarka
Główną gałęzią gospodarki jest turystyka. Eksportuje się przede wszystkim koprę, kauczuk, wanilię oraz trzcinę cukrową.

## Komunikacja
W północnej części wyspy znajduje się port lotniczy Lifou, który ma połączenia z portem lotniczym Magenta w Numei, stolicy Nowej Kaledonii, loty odbywają się kilka razy w ciągu dnia.

## Kultura
Rdzenna ludność wyspy posługuje się językiem drehu.